# Мезинец (Могилёвская область)
Ме́зинец (бел. Мезінец) — упразднённая деревня, входившая в состав Лебедянковского сельсовета Белыничского района Могилёвской области Белоруссии. Деревня была упразднена в 2015 году.

## Население
- 2010 год — 1 человек